# Awashimadō
Awashimado (あわしま堂 Awashimadō?), es una empresa japonesa que fabrica galletas con sede en Yawatahama, Ehime. Fue fundada en 1927.

## Características
Se dedica a la fabricación de galletas tanto japonesas como de otros tipos. 
No sólo comercializa sus productos dentro de la Prefectura de Ehime, sino que su área de comercialización se extiende hacia las regiones de Kyushu y Chugoku, así como también a la Ciudad de Kioto, lugares en donde cuenta con sucursales y puntos de venta, llegando a abarcar todo Japón Occidental (西日本 Nishi-Nihon?).
Su ruta de comercialización hacia la Región de Kyushu se realiza a través del Puerto de Misaki por medio de ferry, y constituye uno de sus principales mercados. Para abastecer el mercado de la Región de Kansai utiliza el Puerto de Matsuyama.
También exporta galletas japonesas a Francia y Hong Kong, entre otros, y constantemente está buscando ampliar su mercado.
Es una de las principales empresas de la Ciudad de Yawatahama y de la Región de Nanyo.

## Datos
- Razón social: Awashimado S.A. (株式会社あわしま堂 Kabushikigaisha Awashimadō?)
- Fundación: 1927
- Sede central: 〒796-0201 Honaicho Kawanoishi 1-237-53, Ciudad de Yawatahama, Prefectura de Ehime
- Cantidad de empleados: 700

## Fábricas
- Fábrica Sede Central (Ciudad de Yawatahama)
- Fábrica Honai (Ciudad de Yawatahama)
- Fábrica Kioto Fushimi (Ciudad de Kioto)

## Historia
- 1927: abre su local en el Pueblo de Honai (en la actualidad es parte de la Ciudad de Yawatahama).
- 1968: se constituye como Awashimado Seika S.A.
- 1976: modifica su razón social al de Awashimado S.A.
- 1999: inaugura su sucursal y fábrica en la Ciudad de Kioto.